# 南本別駅

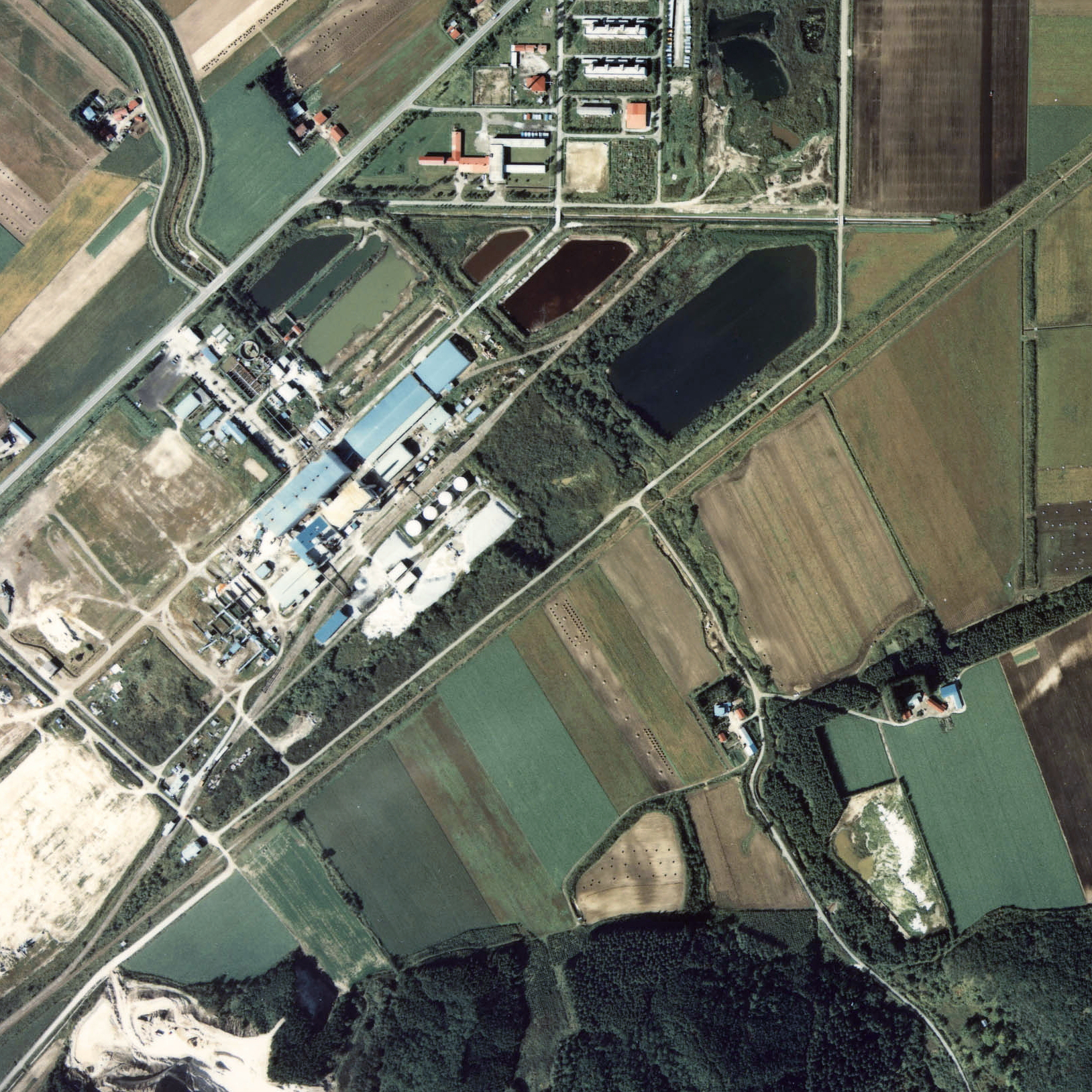
1977年の国鉄池北線時代の南本別駅と製糖工場、周囲約1 km範囲。右上が北見方面。駅は中央より右上側、貯水池の近くに仮乗降場スタイルの長い単式ホームを持つ。この時点ではホーム上の待合室が見あたらない。本線左下の勇足側から製糖工場へ専用線が引きこまれている。

南本別駅（みなみほんべつえき）は、北海道中川郡本別町勇足33-2にあった北海道ちほく高原鉄道ふるさと銀河線の駅である。国鉄・JR北海道池北線時代の事務管理コードは▲110517。

## 歴史
- 1962年（昭和37年）12月1日：日本国有鉄道池北線に、旅客のみ取り扱う無人駅として新設開業[3]。
- 1987年（昭和62年）4月1日：国鉄分割民営化により北海道旅客鉄道に継承[4]。
- 1989年（平成元年）6月4日：経営移管により、北海道ちほく高原鉄道ふるさと銀河線の駅となる[5][6]。
- 2006年（平成18年）4月21日：ふるさと銀河線廃線により廃止。

## 駅構造
単式ホーム1面1線を有する地上駅。無人駅であった。

## 駅周辺
北海道糖業本別製糖所がある以外は何もなく、豊かな山並みや川が広がる。
- 国道242号
- 道東自動車道本別インターチェンジ
- 十勝バス「北糖工場前」停留所

## 隣の駅
北海道ちほく高原鉄道
ふるさと銀河線
勇足駅 - 南本別駅 - 岡女堂駅